# Lepadella costata
Lepadella costata är en hjuldjursart som beskrevs av Wulfert 1940. Lepadella costata ingår i släktet Lepadella och familjen Lepadellidae. Inga underarter finns listade i Catalogue of Life.